# Tujia
I Tujia (nome proprio: Bizika) (土家族) sono un'etnia che fa parte dei 56 gruppi etnici riconosciuti ufficialmente dalla Repubblica popolare cinese. Vivono nei Monti Wuling, nelle province cinesi di Hunan e Hubei e si attestano sugli 8 milioni di individui.

## Storia
Ci sono differenti teorie sulle origini dei Tujia, sebbene la loro storia possa essere fatta risalire al popolo Ba che occupò la zona dell'odierna provincia di Chongqing circa 2.500 anni fa. Nel corso dei secoli essi sono poi venuti in contatto con il popolo Han, ma è solo dopo che la dinastia Qing impose loro il proprio dominio, nel 1730 circa, che cominciò il declino dei Tujia a livello culturale.

## Cultura
Oggi, i tradizionali costumi Tujia possono essere trovati solo in aree remote.
I Tujia sono conosciuti per la loro abilità nel canto e per le loro danze, tra cui spicca la Baishou (摆手舞), una danza collettiva vecchia di cinque secoli che fa uso di 70 diversi gesti rituali rappresentanti la guerra, l'agricoltura, la caccia, ed altri aspetti tradizionali. Sono anche famosi per i loro vasi, riccamente decorati e modellati, che sono serviti, nei secoli scorsi, come merce di tributo per le dinastie cinesi.

## Lingua
Oggi vi sono circa 70.000 persone che parlano ancora la lingua tujia, molti dei quali vivono nella Prefettura autonoma tujia e miao di Xiangxi, nel nord-ovest della provincia di Hunan. La lingua tujia fa parte del gruppo delle lingue sinotibetane: molti linguisti la considerano come una lingua isolata dal ceppo principale.
La grande maggioranza dei Tujia usa il cinese; altri parlano la Lingua hmong. Sono rimasti solo pochi Tujia monolingui; il resto è bilingue, con il cinese come seconda lingua. Comunque, i bambini Tujia oggi imparano a parlare un fluente cinese sin dall'infanzia e molti giovani preferiscono il cinese quando comunicano tra di loro. È stato stimato che la lingua tujia sarà estinta nel giro di cento anni. A dimostrazione di ciò, il fatto che, tra coloro che parlano ancora la lingua tujia, spesso è usuale trovare espressioni e strutture sintattiche tipiche del cinese.